# Emmaljunga Barnvagnsfabrik AB
Emmaljunga Barnvagnsfabrik AB är ett svenskt företag från Emmaljunga.
Bolaget etablerades i Emmaljunga år 1925 och är sedan dess är en mycket stor tillverkare av barnvagnar. 
Den är idag den äldsta kvarvarande barnvagnsfabriken i norra Europa. Företaget grundades av Henry Leopold Persson och drivs fortfarande som ett familjeföretag.

## Historia
Barnvagnstillverkaren Emmaljunga är ett familjeföretag i tredje generationen. Henry L. Persson som lät tillverka den första barnvagnen i sin hemby 1925 byggde upp ett företag runt produkten. Till en början skedde tillverkningen under enkla förhållanden. Utförandet inspirerades av tyska barnvagnar. Under krigsåren i början av 1940-talet var materialvalen beroende av tillgång på råvara och många delar tillverkades i trä. Under 1950-talet blev kromade metalldelar viktiga komponenter och tillverkningen ställdes om, inte minst beroende på att marknaden och efterfrågan ändrades när importen av konkurrerande produkter ökade.